# Sweet Spot (Flo Rida)
Sweet Spot is een nummer van de Amerikaanse rapper Flo Rida uit 2013, in samenwerking met de Amerikaanse zangeres Jennifer Lopez. Het is de zesde en laatste single van Wild Ones, het vierde studioalbum van Flo Rida.
Het nummer was de tweede samenwerking tussen Flo Rida en Lopez, na Goin' In van een paar maanden eerder. "Sweet Spot" gaat over de intieme aantrekkingskracht tussen een man en een vrouw. De regels "Yeah, I wanna take you back to my spot. You can be the candy girl in my shop. We both know what we crave and whatnot" verwijzen naar Candy Shop van 50 Cent. Het nummer flopte in Amerika, maar werd in een aantal Europese landen wel een kleine hit. In Nederland bereikte het de 8e positie in de Tipparade, en in Vlaanderen de 6e positie in de Tipparade.

## Tracklijst
- Cd-single

1. "Sweet Spot" - 3:12